# Чечава
Чечава је насељено мјесто у општини Теслић, Република Српска, БиХ. Према прелиминарним подацима пописа становништва 2013. године, у насељу је живјело 1.585 становника.

## Положај
Налази се у сјевероисточном дијелу општине, 20 км од Теслића. Лежи у сливу ријеке Мала Укрина. Гравитира Добоју, Прњавору и Бањој Луци. Први пут се у историји помиње 1323. године.
Чечава лежи на сјеверним обронцима планине Јаворова, која је са селима Осивицом и Горњом Радњом издваја од остале територије општине. Покрива површину од 78.070.597 м² (7.807 хектара). Граничи се са селима: Горњи Вијачани и Кулаши (општина Прњавор) на сјеверозападу, Осредци, Љеб и Станари (општина Станари) на сјевероистоку, Растуша, Укриница и Осивица (општина Теслић) на истоку, Горњи Ранковић, и Прибинић (општина Теслић) на југу и Шњеготина Горња (општина Теслић) на западу. Административни центар села је у сливу потока Чечавица у ријеку Мала Укрина.

## Назив
У називу села постоји коријен Прасловенска ријеч „чечати“, која значи шкрипати, брзо писати. Због бројних локалитета у Чечави који носе назив „кланац“ вјерује се да је село тако и добило име.

## Историја
У првој половини 14. вијека Босном је владао бан Стефан II Котроманић. 1323. године он шаље кнеза Гргура Стипанића да му од бугарског краља доведе заручницу, а по обављеном задатку, издаје повељу којом му због те услуге поклања пет села из Усоре:
| „ | Ја бан Стјепан по милости Божијој господин всим земљам босанским и солским и усорским и Доњим крајем и Хумској земљи, и господин брат мој Владислав: Дајемо кнезу Гргуру Великом Стипанићу милост своју вам, од нас и виру и душу дајемо вам прво Чеч’ву, друго Хр’стуш, треће Ненавишћу Јакеш, четврто Воловић, пето Модрич. Ту му дајемо за његову вирну службу тада, када га посласмо прид нашими властели по госпоју, по моју, цару бугарскому. И у том нам послужи право и вирно (…). | ” |

|}
То је прво помињање Чечаве у историјским документима. О овом догађају у чечавском крају се још увијек преносе усмене приче. Чечавци вјерују да је у повратку кнез Гргур заручницу водио преко Чечаве и да су ту и одмарали. У засеоку Плане, источно од брда Груаљ (543 мнв), налази се Краљичино брдо за које вјерују да је мјесто на коме се поворка одмарала.
Следећи битнији догађај у историји Чечаве је велика сеоба Срба 1690. године. Том приликом се и становништво Чечаве иселило у данашњу Славонију. Код Славонске Пожеге данас се налазе српска села Чечавац и Чечавачки Вучјак. Код Брода, на десној обали ријеке Саве постоје породице са презименом „Чечавац“.
О догађајима из историје села до почетка 19. вијека нема писаних докумената. У периоду 1933—1940. године свештеник Стојан Станковић води Љетопис парохије чечавске у којем записује и до тада усмено преношене податке о догађајима из 19. вијека. Љетопис је нешто мање детаљно вођен и у периоду 1952—1975.

### Споменици
- На мјесту Мраморје у Брђанима је налази се средњовјековна акропола од седам сандука.
- На мјесту Камење у Станојевићима налази се група од 27 стећака.
- Код Благојевића кућа се налази средњовјековна некропола од преостала три стећка.
- У центру села постоји „партизанско гробље“ (1962), споменик жртвама фашизма (1976), споменик борцима отаџбинског рата 1941—1945 и споменик палим борцима „Отаџбинског рата 1992—1995.“.[1]
- У центру села су постављене бисте Живојина Прерадовића и Мире Јотановић.
- На основној школи у Горњој Чечави се налазила спомен плоча палим пролетерима.

## Инфраструктура
У Чечави се налази Црква Рођења Пресвете Богородице (основана 1865. године), деветогодишња основна школа „Јеврем Станковић“ (основана 1882. године), са стамбеном зградом за школско особље и подручним школама у селима Укриница, Градински Кисељак и Растуша (недавно престала са радом), амбуланта, пошта — п.б. 74274, ветеринарска станица, дискотека, неколико продавница, кафана и других услужних радњи.
Због свог разбијеног типа, село има врло дугачку мрежу локалних путева од којих је само мањи дио асфалтиран.
Питање јавног водовода није ријешено и већина становништва снабдијева се углавном из мањих водоводних система са локалних изворишта.
Смјештена је на путу који повезује Теслић са Добојем и Прњавором. У вријеме рата у БиХ то је био једини пут из Теслића према Добоју и даље према Србији.

## Становништво
| Националност       | 1991. | 1981. | 1971. | 1961. |
| Срби               | 2.503 | 2.919 | 2.794 | 3.051 |
| Хрвати             | 36    | 41    | 33    | 56    |
| Црногорци          |       | 7     | 2     | 1     |
| Југословени        | 54    | 78    | 15    | 1     |
| Муслимани          | 1     | 1     | 2     |       |
| Словенци           |       |       | 2     |       |
| остали и непознато | 22    | 12    | 17    | 2     |
| Укупно             | 2.616 | 3.058 | 2.865 | 3.111 |

Пораст броја становника према доступним подацима:
| Година | Број становника |
| 1865.  | 1.200           |
| 1901.  | 1.479           |
| 1933.  | 2.129           |
| 1991.  | 2.616           |

| Демографија | Демографија | Демографија |
| Година      | Становника  | Становника  |
| ----------- | ----------- | ----------- |
| 1961.       | 3.111       |             |
| 1971.       | 2.865       |             |
| 1981.       | 3.058       |             |
| 1991.       | 2.616       |             |
| 2013.       | 1.585       |             |

Битнији засеоци Чечаве су: Ступе, Брђани, Гај, Локва, Петковићи, Плане, Поточани, Продановићи, Речани/Ријечани, Савковићи, Станојевићи и Шушњарани.
Презимена породица из Чечаве су: Бјегојевић, Васелић, Васиљевић, Васић, Видовић, Вукашиновић, Вучић, Гајић, Гачић, Гојковић, Горичанац, Девић, Дујић, Дујаковић, Ђекић, Ђукановић, Ђукић, Јотановић, Игњић, Илић, Ковачевић, Крунић, Кршић, Лазић, Лукић, Мајсторовић, Малић, Микановић, Милашиновић, Милетић, Миљић, Митровић, Пепић, Петковић, Петровић, Перић, Продановић, Продић, Савић, Савковић, Симеунић, Симеунчевић, Станковић, Станојевић, Сувајац, Тешић, Томић, Цвијић.
Крсна слава села („масла“) је Спасовдан.

### Знаменити Чечавци
- Јеврем Станковић (1855—1916), свештеник
- Веселин Станковић (1932—2016), генерални директор рафинерије нафте у Новом Саду,
- Пахомије Гачић (1952), епископ врањски,
- Проф. Др. Милован Перић (1957), научник и стручњак с међународном репутацијом[7]
- Бранко Перић (1954), судија Суда Босне и Херцеговине,[8]
- Славко Томић-Вребац (1919—?), Четнички војвода у Равногорском покрету